# Cilicia (provincia romana)
La Cilicia (dal latino: Cilicia) era un'antica provincia dell'impero romano che comprendeva i territori dell'attuale Turchia, lungo la costa meridionale.

## Statuto
Provincia procuratoria dal 101-100 a.C. al 67 a.C., quando all'iniziale provincia (formata da Licaonia, Pisidia, Panfilia, Frigia sud-orientale e parte della Cilicia Trachea, con esclusione delle sue coste, infestate dai pirati), fu inglobata l'intera costa sul Mediterraneo e la Cilicia Pedias. Vale la pena ricordare che la Cilicia Trachea costituiva la parte occidentale e montuosa, mentre la Cilicia Pedias era la parte orientale e pianeggiante, ad est del fiume Cydnus (Tarsus Çayι).
Alla Cilicia venne, quindi, inglobata nel 58 a.C. l'isola di Cipro. Nel 27 a.C. divenne provincia imperiale di rango pretorio (con capitale Tarso). Pochi anni più tardi, nel 22 a.C., fu scissa da Cipro che divenne provincia autonoma (quest'ultima provincia senatoria, governata da un proconsole di rango pretorio), e forse inglobata per circa un secolo alla vicina provincia di Siria. Dal 74 (sotto Vespasiano), tornò provincia autonoma e trasformata in provincia proconsolare.
Dal 297 entrò a far parte della Diocesis Orientis insieme all'Isauria, alle province siriane, mesopotamiche, egiziane e libiche. Poco più tardi la componente africana fu separata, come diocesi d'Egitto. E sempre in questo periodo la Cilicia propriamente detta fu separata dall'Isauria, che divenne provincia autonoma.
La Cilicia a partire dalla morte di Costantino I entrò a far parte della prefettura del pretorio d'Oriente, che inizialmente "copriva" anche le diocesi Asiana, Ponto (entrambe in Anatolia), oltre a quella di Tracia (nei Balcani).
La provincia fu quindi suddivisa sotto Teodosio I in Cilicia Prima, con capitale Tarso e in Cilicia Secunda, con capitale Anazarbus.

## Storia

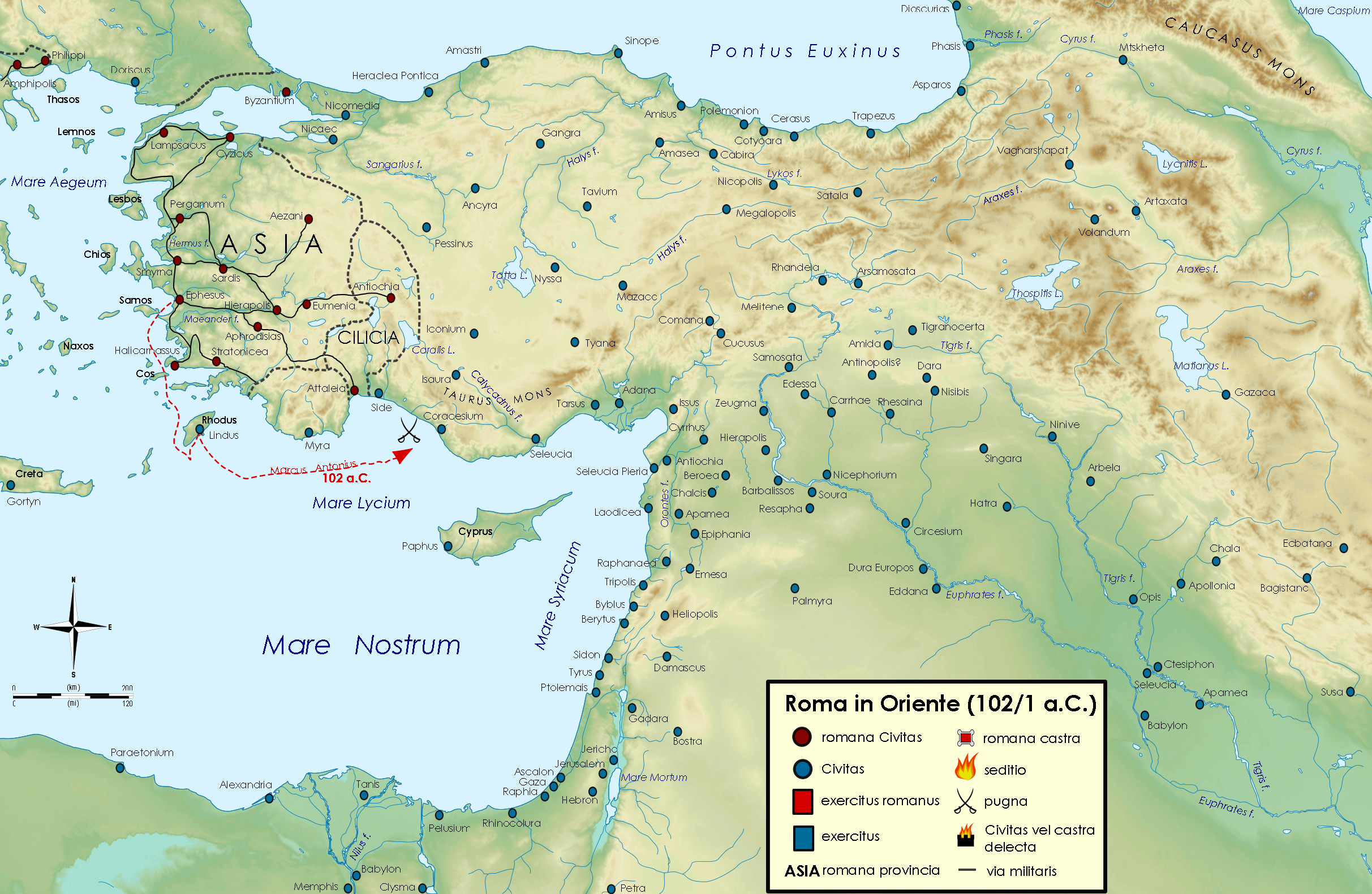
La seconda provincia romana asiatica, di Cilicia, conquistata da Marco Antonio Oratore nel corso delle campagne militari del 102 a.C.

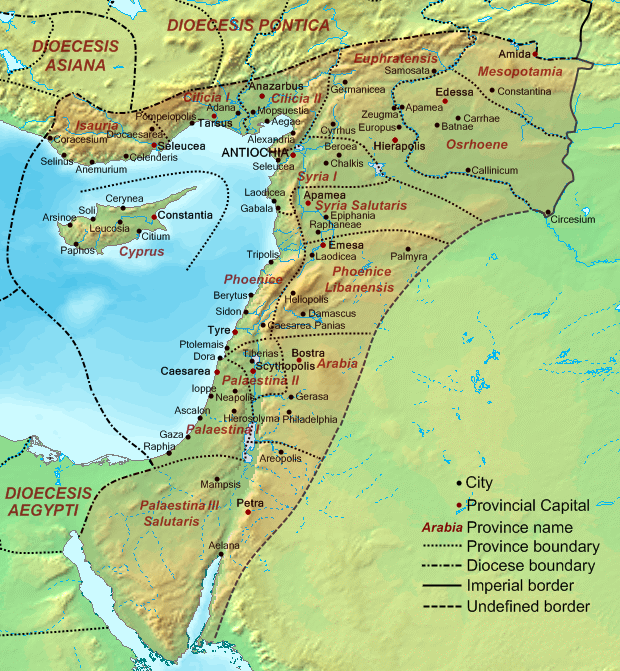
La Dioecesis Orientis nel 400, con la Cilicia Prima e la Cilicia Secunda

La provincia di Cilicia, fu costituita dopo le campagne piratiche di Marco Antonio Oratore del 102 a.C. La Cilicia vera e propria (Trachea e Pedias) covo di pirati per i quarant'anni successivi, furono sottomessi da Gneo Pompeo Magno solo nel 67 a.C. in seguito alla decisiva battaglia di Coracesium (moderna Alanya), e Tarso divenne la capitale dell'intera provincia romana di Cilicia.
La provincia, così ampliata, fu riorganizzata da Giulio Cesare, nel 47 a.C., e all'incirca nel 22 a.C. divenne parte della provincia di Siria-Cilicia Fenice. E possibile che il distretto occidentale sia tornato ad essere indipendente sotto i re o dinasti-sacerdoti locali, mentre un piccolo regno (sotto Tarkondimotus), fu lasciato "libero" ad est (almeno fino alla battaglia di Azio del 31 a.C.).
L'intera provincia potrebbe essere tornata unita (dall'Isauria alla Cilicia pedias) sotto Vespasiano, nel 74, venendo ora affidata ad un legatus Augusti pro praetore.
Nel VII secolo fu invasa dagli arabi musulmani, che tennero il paese finché non fu rioccupato dall'imperatore bizantino Niceforo II Foca nel 965.

## Difesa ed esercito
È possibile che in questa regione furono dislocate alcune legioni a partire dalla costituzione a provincia romana (101-100 a.C.), come sembrerebbe dimostrare la missione di Lucio Cornelio Silla nell'area, quando fu procuratore attorno agli anni 96-92 a.C. Sappiamo che la provincia fu divisa sotto Diocleziano e che la parte più occidentale dell'Isauria divenne provincia autonoma, difesa ora da alcune legioni romane, come la I Isaura, la II e/o la III.

## Geografia politica ed economica
L'antica Cilicia era divisa dal fiume Cydnus in:
1. Cilicia Trachea (Cilicia aspra o montuosa), formato dai contrafforti del Tauro, che spesso terminano in promontori rocciosi con piccoli porti protetti, una caratteristica che, nei tempi classici, fece della costa un paradiso dei pirati (vedi: Side). L'area era bagnata dal fiume Calicadno e anticamente era coperto da foreste che rifornivano la Fenicia e l'Egitto. Questa parte di Cilicia non aveva grandi città.
2. Cilicia Pedias (Cilicia piana), ad est della prima, includeva gli aspri contrafforti del Tauro e una larga pianura costiera, con un ricco suolo fertile, ora coltivata a cotone, grano, olivi e aranci. Molti delle sue alture erano fortificate. La pianura era bagnata dal fiume Cydnus (Tarsus Chai), dal Sarus (Sihun) e dal Pyramus (Jihun), ognuno dei quali trasportava parecchio limo. Attraverso la ricca piana dell'Isso correva la grande strada che univa l'est e l'ovest, e sulla quale si trovavano le città di Tarso (Tarsa) sul Cydnus, Adana (Adanija) sul Sarus, e Mopsuestia (Missis) sul Pyramus.

Le città principali erano, per la parte orientale (con capitale Tarso), Adana e Pompeiopoli, mentre, per la parte occidentale (con capitale Anazarbus), Mopsuestia, Ægea e Alessandria di Isso.
Con riferimento alla sua economia, sappiamo che la Cilicia romana esportava soprattutto il tessuto di lana caprina detto Cilicium, con il quale si facevano le tende e i mantelli militari.